# ست (شخصیت کامیک)
ست (به انگلیسی: Seth) یک شخصیت تخیلی ابرشرور در کتب می‌باشد و منتشر شده توسط مارول کامیکس است. این شخصیت اولین بار در ثور شماره ۲۴۰ (اکتبر ۱۹۷۵) حضور پیدا کرد و به‎دست روی توماس، بیل مانتلو و سل باسما ساخته‎شد. ست برادر اوزیریس است. او مدت‎هاست که علیه خدایان دیگر جنگیده است. در بعضی مواقع پس از ماجراجویان ونیر، امپراطوری مصر آنچه را در سن هیبوری استیگیا بود، ساخته‌بود، ست جعل‎شده بزرگان را جعل کرد و او را پرستش کرد. او این کار را با کمک گرگ انجام داد. حدود ۲۹۵۰ سال قبل از میلاد، ست به عنوان ان صباه نور ظاهر شد، که بعد از آن آپوکالیپس شد.